# Chapelle-lez-Herlaimont
Chapelle-lez-Herlaimont (en való El Tchapele) és un municipi belga de la província d'Hainaut a la regió valona. Comprèn els nuclis de Piéton, Godarville i Chapelle-lez-Herlaimont. L'1 de gener del 2024 tenia 14.829 habitants.